# المسيحية في والس وفوتونا

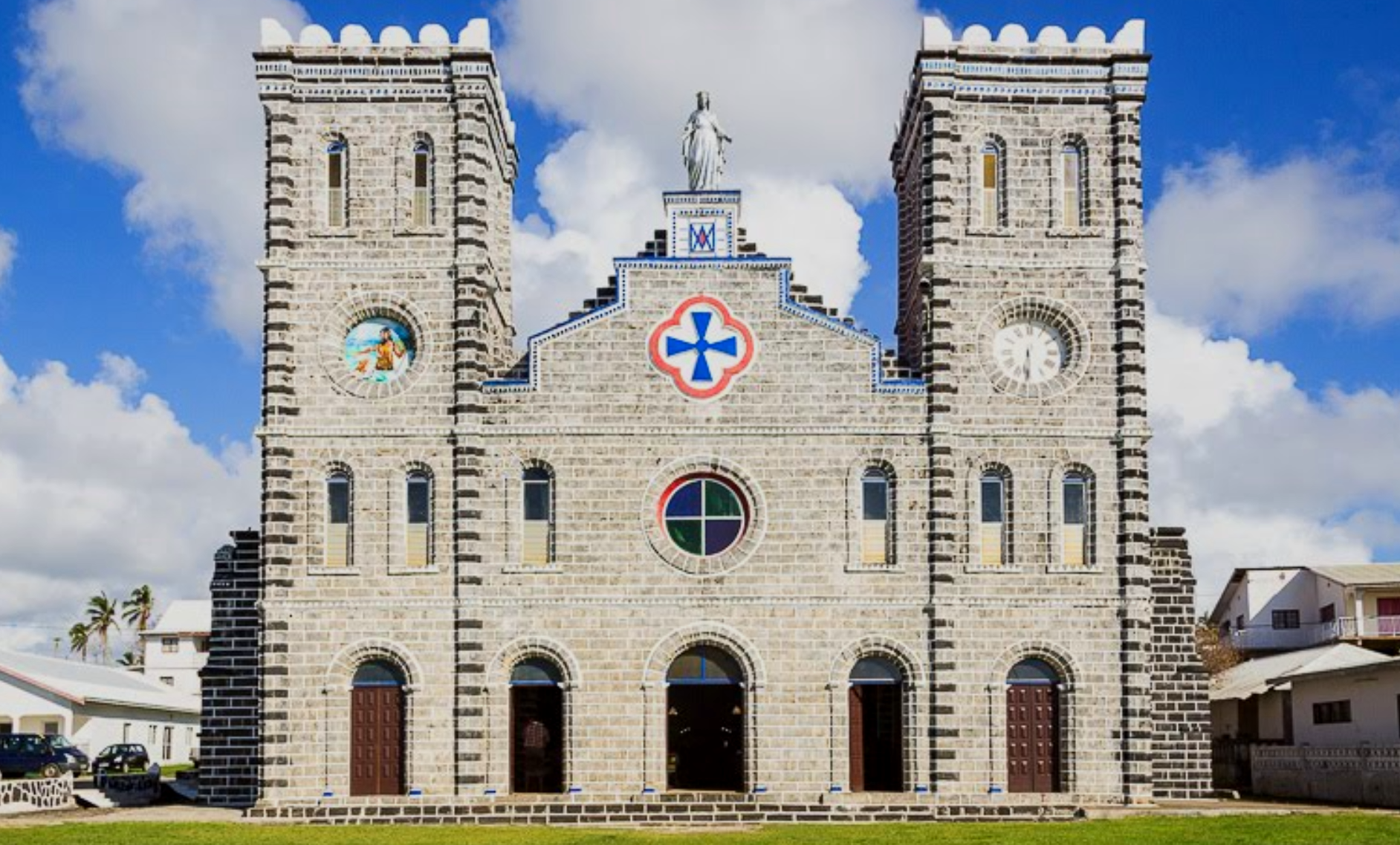
كاتدرائية السيدة العذراء في ماتا-أوتو.

تُشكل المسيحية في والس وفوتون أكثر الديانات إنتشاراً بين السكان، يعتنق الأغلبية الساحقة من سكان والس وفوتونا المسيحية دينًا على المذهب الروماني الكاثوليكي مع حوالي 99% من السكان. ويرعى شؤون الكاثوليك في البلاد من قبل أبرشية واليس وفوتونا الرومانية الكاثوليكية، والتي يقع مركزها الأسقفي في ماتا-أوتو. قدم المبشرين الكاثوليك إلى الجزيرة في عام 1837 وقاموا بتحويل جميع سكان الجزر تحولوا إلى المسيحية في فترة قصيرة من خمسة سنوات.

## تاريخ

### خلفية تاريخية

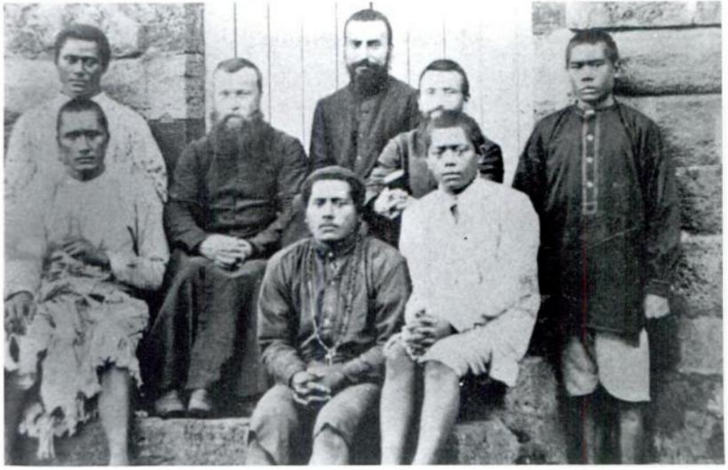
إكليريكيون ورهبان مبشرون أمام مدرسة لتدريب الكهنة في والس وفوتونا، تعود الصورة لعام 1890.

قبل وصول الأوروبيين، مارس أهالي الجزر الديانات الإحيائية في بولنيزيا. وعلى الرغم من أن الهولنديين والبريطانيين كانوا أوائل المستكشفين الأوروبيين للجزر في القرن السابع عشر والثامن عشر، إلا أن الفرنسيين كانوا أوائل الأوروبيين الذين استقروا في الإقليم، من خلال وصول المبشرين في عام 1837، والذين قاموا بتحويل السكان إلى المذهب الروماني الكاثوليكي. وأعطيت المسؤولية للرعاية الروحية في أوقيانوسيا من قبل الكنيسة الكاثوليكية إلى جمعية القلب المقدس ليسوع ومريم في عام 1825؛ ومع تشكيل الجزء الغربي للنيابة الرسولية وصل إلى البلاد جمعية مريم العذراء في عام 1836، مع تعيين المونسنيور جان بابتيست بومباييه (1807-1871) في منصب النائب الرسولي لأوقيانوسيا الغربية.
وصل بيير شانيل مع فرقة من المبشرين المريستيين، والتي انطلقت في 24 ديسمبر من عام 1836 من فرنسا. وقد رافقهم الأسقف جان بابتيست بومباييه، والذي كان من المقرر أن يصبح أول أسقف كاثوليكي في نيوزيلندا. ووصل بيير شانيل إلى جزيرة فوتونا، برفقة الراهبة الفرنسية ماري نيزير ديلورم، في عام 1837. وقد استقبلهم في البداية نيوليكي ملك الجزيرة. وعندما تعلم المبشرون اللغة المحلية وبدأوا يوعظون الناس؛ أدى ذلك إلى تغيير في موقف الملك، بسبب اعتقاده بأن المسيحية ستأخذ صلاحياته كرئيس وملك. وعندما سعى ميتالا ابن الملك، إلى الحصول على المعمودية، أرسل الملك صهره موسوموسو المحارب، «ليفعل كل ما هو ضروري» لحل المشكلة. ذهب موسوموسو إلى بيير شانيل متظاهراً بالحاجة إلى الرعاية الطبية، وقام بقتل بيير شانيل لاحقاً. وقتل بيير شانيل في 28 أبريل من عام 1841.
بعد مقتل بيير شانيل، استمر العمل التبشيري. وأرسل الرهبان الفرنسيين للعودة إلى الجزيرة، ووصلوا في 9 يونيو من عام 1842. في نهاية المطاف تحول معظمهم في الجزيرة إلى الكاثوليكية. وتحولموسوموسو للمسيحية، وفي 5 أبريل من عام 1842، طلب المبشرون الحماية من فرنسا بعد تمرد جزء من السكان المحليين. وفي 5 أبريل من عام 1887، وقعًّت ملكة أوفيا معاهدة رسميًا لتأسيس محمية فرنسية. وأسست الكنيسة الكاثوليكية النيابة الرسولية في والس وفوتونا في عام 1935، وأصبحت النيابة في مقام أبرشية فاليس وفوتونا في عام 1966. وتبقى الكنيسة الكاثوليكية مؤثرة جداً في واليس وفوتونا، بما في ذلك في مجال التعليم.